# Німецьке військове кладовище (Севастополь)
Німецьке військове кладовище — цвинтар німецьких військовослужбовців, що загинули під час радянсько-німецької війни на території Кримського півострова. Розташований у Варнутській долині, поблизу села Гончарного Севастопольської міської ради.

## Історія
У роки радянсько-німецької війни, під час облоги Севастополя гітлерівськими військами, і під час відвоювання міста, загинуло понад 300 тисяч німецьких солдатів і офіцерів. Значна частина тіл загиблих була ще під час бойових дій вивезена до Німеччини. Але десятки тисяч залишилися лежати в Севастопольській землі.

Поминальний хрест

Протягом цілих десятиліть неможливо було навіть ставити питання про облаштування місць масових поховань німецьких солдатів. Останнім часом така робота, з ініціативи і за кошти німецької сторони, проводиться. У 1998 році в районі села Гончарного під Севастополем було обладнано німецьке меморіальне військове кладовище. Тут було перепоховано близько 5,5 тисяч останків німецьких воїнів. Територія кладовища була облаштована, обгороджена, добре охороняється. У центрі цвинтаря стоїть 2-х метровий поминальний хрест. Цвинтар утримується за кошти німецької сторони.